# Интервал (теория относительности)
Интервал в теории относительности — аналог расстояния между двумя событиями в пространстве-времени, являющийся обобщением евклидового расстояния между двумя точками. Интервал лоренц-инвариантен, то есть не меняется при переходе от одной инерциальной системы отсчёта к другой, и, даже более, является инвариантом (скаляром) в специальной и общей теории относительности.
Это свойство интервала делает его фундаментальным понятием, на основе которого может, в соответствии с принципом относительности, быть осуществлена ковариантная формулировка физических законов. В частности, преобразования Лоренца (преобразования координат, включая время, оставляющие неизменной запись всех фундаментальных уравнений физики при замене системы отсчёта) могут быть формально найдены как группа преобразований, сохраняющих интервал инвариантным.
Инвариантность интервала послужила основой для введения пространства Минковского, в котором смене инерциальных систем отсчёта соответствуют «вращения» этого пространства, что явилось первой явной формулировкой концепции пространства-времени.

## Определение
Квадрат интервала — это симметричная билинейная форма на конфигурационном 4-мерном многообразии пространства-времени. При должным образом выбранных координатах (галилеевых — локально инерциальная система отсчёта с декартовыми пространственными координатами {\displaystyle x,y,z} и временем {\displaystyle t}) для бесконечно малого смещения в пространстве-времени он имеет вид
{\displaystyle ds^{2}=c^{2}\,dt^{2}-dx^{2}-dy^{2}-dz^{2}}
(локально псевдоевклидово пространство-время, пространство Минковского в главном порядке, иначе говоря — многообразие с индефинитной псевдоримановой метрикой сигнатуры (+−−−)).
В случае плоского пространства-времени — то есть пространства времени без кривизны, к которому в современной физике относится случай отсутствия (или пренебрежимой малости) гравитации — такое же выражение имеет место и для конечных разностей координат:
{\displaystyle s^{2}=c^{2}(\Delta t)^{2}-(\Delta x)^{2}-(\Delta y)^{2}-(\Delta z)^{2}}
(такое пространство уже точно и глобально является пространством Минковского, если, конечно, топологически оно эквивалентно {\displaystyle \mathbb {R} ^{4}} в своей естественной топологии).
Обычно интервал обозначается латинской буквой {\displaystyle s}.
В общей теории относительности используется обобщённое понятие интервала, дающее естественное обобщение расстояния между двумя точками. Вводится метрический тензор {\displaystyle g_{ik}}, от которого требуется лишь симметричность и невырожденность. Выражение для квадрата интервала между двумя бесконечно близкими точками приобретает вид
{\displaystyle ds^{2}=g_{ij}\,dx^{i}\,dx^{j},\quad i,j=0\dots 3,\quad x^{0}=ct,\ x^{1}=x,\ x^{2}=y,\ x^{3}=z,}
где {\displaystyle dx^{i}} — дифференциалы координат, и по повторяющимся индексам подразумевается суммирование, то есть это выражение означает
{\displaystyle \sum _{i,j=0}^{3}g_{ij}\,dx^{i}\,dx^{j}.}
Обратим внимание, что таким образом определённая метрика не будет положительно определённой квадратичной формой, как обычно требуется в случае собственно римановых многообразий. Напротив, подразумевается, что всегда или почти всегда локально могут быть так выбраны пространственно-временные координаты {\displaystyle t,x,y,z} (система отсчёта), что интервал для малой области пространства-времени в этих координатах запишется так же, как он записывается для лоренцевских координат (систем отсчёта) в плоском пространстве Минковского:
{\displaystyle ds^{2}=c^{2}\,dt^{2}-dx^{2}-dy^{2}-dz^{2},}
так что через точку пространства-времени проходит бесконечно много линий, имеющих нулевую «длину» (при определении длины в пространстве-времени через его «физическую метрику» — то есть, как интеграл от {\displaystyle {\sqrt {dx^{2}+dy^{2}+dz^{2}-c^{2}\,dt^{2}}}}) — образующих световой конус; бесконечно много линий, длина которых вещественна — они все во внутренней области светового конуса; и бесконечно много тех, длина которых чисто мнима — вблизи данной точки они все во внешней области светового конуса с вершиной в ней, если они гладки.
- Знак квадрата интервала — предмет соглашения. Он может быть выбран (и исторически был) противоположным. В наше время, пожалуй, чаще используется выбор знака как выше в этой статье. Однако иногда противоположный удобнее, если используется введённая Минковским и нередко удобная интерпретация временно́й координаты как чисто мнимой.
- Нумерация координат {\displaystyle x^{i}} — также предмет соглашения, однако в современной литературе чаще всего они нумеруются как и здесь — от 0 до 3, причём временно́й координате приписывается индекс 0.
- В теоретических построениях, использующих пространство-время большей размерности, определение интервала естественным образом обобщается добавлением в сумму ещё некоторого количества пространственных координат. При этом чаще всего (хотя не всегда) предполагается, что временна́я координата остаётся единственной, то есть обычно только одно слагаемое входит со знаком, противоположным всем остальным.
- Многообразие с заданным на нём невырожденным интервалом (или, другими словами, невырожденной метрикой) называется псевдоримановым, точнее — собственно псевдоримановым, чтобы подчеркнуть отличие от риманова многообразия, в котором метрика — в отличие от интервала — положительно определённая, как и обычное евклидово расстояние.
- Определения интервала несколько различаются в специальной и общей теории относительности. Это связано с тем, что интервал между двумя произвольными точками пространства-времени Минковского можно ввести, не сталкиваясь с трудностями, как длину соединяющей их прямой линии (геодезической), как это и сделано выше. Однако для общего вида искривлённого пространства-времени этого уже сделать так просто нельзя, так как точки могут соединяться несколькими различными геодезическими (или даже бесконечным их числом). Поэтому интервал в общей теории относительности определяют обычно в бесконечно малой окрестности заданной точки, где исходящие из неё различные геодезические ещё не пересекаются, а расстояние по геодезическим линиям от одной точки до другой называют мировой функцией.

## Инвариантность интервала в специальной теории относительности

### Используемые постулаты
Напрямую из принципа относительности, однородности и изотропности пространства, а также однородности времени следует, что при переходе от одной ИСО (инерциальной системы отсчёта) к другой ИСО интервал остаётся неизменным. Именно это его свойство позволяет формально вывести преобразования Лоренца и обосновывает оправданность введения пространства Минковского и неримановой метрики.
Инвариантность скорости света здесь имеет значение потому, что известно, что скорость света всегда одинакова хотя бы в одной системе отсчёта, а из этого и из принципа относительности следует, что она должна быть такой же в любой ИСО. Однако вместо скорости света можно было бы взять максимальную скорость движения тел или распространения взаимодействий, которая также, из принципа относительности, должна быть одинакова во всех инерциальных системах отсчёта. Если максимальная скорость распространения взаимодействий конечна, она, вследствие принципа относительности, должна совпадать со скоростью света, которую будем здесь обозначать, как обычно, {\displaystyle c}.
Для приводимого ниже доказательства существенно, что мы будем считать все изменения пространственных координат и времени малыми (бесконечно малыми), то есть всё будет формулировано для интервала между двумя бесконечно близкими в пространстве и времени событиями.

### Доказательство
Вероятно, учитывая некоторые подводные камни, отмеченные в примечаниях, в доказательстве из учебника Ландау, приводимом ниже, проще всего сначала получить в явном виде преобразования Лоренца, из которых инвариантность интервала элементарно следует.
Сначала покажем, что если интервал между двумя событиями равен нулю в одной ИСО, то он равен нулю в любой ИСО. Действительно, пусть в ИСО K событие 1 произошло в точке {\displaystyle x_{1},y_{1},z_{1}} в момент времени {\displaystyle t_{1}}, а событие 2 — в точке {\displaystyle x_{2},y_{2},z_{2}} в момент {\displaystyle t_{2}}. По условию интервал между ними равен 0, то есть
{\displaystyle c^{2}(t_{1}-t_{2})^{2}-(x_{1}-x_{2})^{2}-(y_{1}-y_{2})^{2}-(z_{1}-z_{2})^{2}=0.}
Это значит, что если из точки 1 испустить в точку 2 сигнал, движущийся со скоростью света, то он окажется в точке 2 через время {\displaystyle t_{2}-t_{1}}. Но, из-за инвариантности скорости света, для событий 1 и 2, рассматриваемых в системе отсчёта K', можно записать аналогично
{\displaystyle c^{2}(t_{1}^{'}-t_{2}^{'})^{2}-(x_{1}^{'}-x_{2}^{'})^{2}-(y_{1}^{'}-y_{2}^{'})^{2}-(z_{1}^{'}-z_{2}^{'})^{2}=0.}
Это и доказывает, что равенство интервала нулю не зависит от ИСО.
Для дальнейшего вспомним, что мы рассматриваем интервал между бесконечно близкими событиями, следовательно, он должен быть бесконечно малой величиной. В силу однородности и изотропности пространства и однородности времени при смене ИСО новый интервал может быть лишь функцией старого интервала и скорости новой ИСО в старой ИСО, он не может зависеть от координат точки или момента времени. При смене ИСО к интервалу не может прибавляться слагаемое, не зависящее от интервала в старой ИСО, так как если в одной ИСО интервал равен 0, то и в другой ИСО он тоже 0. Значит, оба интервала будут бесконечно малы. Так как интервалы бесконечно малы, то они должны быть пропорциональны, как бесконечно малые одного порядка, учитывая, что один из них обращается в ноль тогда и только тогда, когда и второй, как мы уже выяснили вначале. Значит, при смене ИСО интервал преобразуется по правилу
{\displaystyle ds_{2}^{2}=k({\vec {V}})\,ds_{1}^{2}.}
В силу изотропности пространства k не может зависеть от направления скорости, только от её модуля.
Это означает, что рассмотрев изменение интервала при переходе от системы 1 к системе 2, а потом обратно, учитывая, что V одинаково для прямого и обратного преобразования из изотропности пространства и принципа относительности (вторая система выглядит из первой ничем не отличимо от того, как первая система выглядит из второй), имеем
{\displaystyle ds_{2}^{2}=K(V)\,ds_{1}^{2},}
{\displaystyle ds_{1}^{2}=K(V)\,ds_{2}^{2},}
а следовательно (так как {\displaystyle ds_{1}=ds_{1}})
{\displaystyle K^{2}(V)=1}
для любого V.
Осталось отбросить случай K = −1. Это можно сделать рассмотрев три ИСО и изменение интервала между ними. Делая последовательный переход от первой СО к третьей, через вторую, имеем
{\displaystyle ds_{3}^{2}=K^{2}\,ds_{1}^{2},}
а для прямого перехода сразу из первой в третью:
{\displaystyle ds_{3}^{2}=K\,ds_{1}^{2}.}
Отсюда видно, что {\displaystyle K^{2}=K}, и следовательно остается лишь вариант
{\displaystyle k(V)=1}
для любого V, то есть интервал не меняется при смене ИСО.
В заключение можно заметить, что из инвариантности бесконечно малых интервалов следует и инвариантность конечных, так как последние получаются простым интегрированием бесконечно малых.

## Смысл знака квадрата интервала
- Если {\displaystyle ds^{2}\geqslant 0}, то интервал называется времениподобным. Времениподобный интервал между событиями означает, что существует такая система отсчёта, в которой оба события произошли в одном и том же месте. Что ещё более важно, времениподобный интервал между событиями означает, что они могут быть причинно связаны. Легко убедиться, что для причинно связанных событий {\displaystyle ds^{2}\geqslant 0}, так как любое взаимодействие распространяется со скоростью не большей c, причём {\displaystyle ds=0} соответствует событиям, связанным сигналом, распространяющимся со скоростью света. Этот сигнал не обязан быть именно световым, это может быть гравитационная волна, вообще любая безмассовая частица или даже ещё не открытое взаимодействие. Существенно лишь, что существует максимальная скорость распространения взаимодействия, одинаковая для всех систем отсчёта и равная, как следует из уравнений Максвелла, скорости света.
- Если {\displaystyle ds^{2}\leqslant 0}, то интервал называется пространственноподобным, и значит можно выбрать такую инерциальную систему отсчёта, в которой оба события произошли в одно и то же время. События, интервал между которыми пространственноподобен, как указано выше, не могут быть причинно связанными, так как даже распространяющийся по прямой сигнал должен бы был для этого двигаться быстрее скорости света.
- Если же {\displaystyle ds^{2}=0}, то интервал называется светоподобным (иногда изотропным или нулевым). Направления в пространстве Минковского, вдоль которых интервал равен 0, называются изотропными. Также изотропными называются многообразия, для которых форма {\displaystyle ds^{2}} тождественно равна 0. Свет распространяется всегда вдоль изотропных направлений.

Замечание. Поскольку инвариантен сам интервал, то, очевидно, знак его квадрата тоже оказывается инвариантным. Поэтому классификация интервалов по этому признаку, приводимая здесь, не зависит от системы отсчёта.